# ПМ-43
ПМ-43 (абр. від полковий міномет) — радянський буксирований міномет калібру 120 мм, розроблений 1943 року під час Другої світової війни. Один з найуспішніших зразків зброї даного типу.

## Історія
Міномет є модернізованим варіантом 120-мм міномета зразка 1938 року. Модернізація була проведена колективом конструкторів під керівництвом головного конструктора серійного заводу О. О. Котова в 1943 році.
Підвищення технологічності конструкції міномета сприяло збільшенню обсягів виробництва — в результаті, вже в 1943 році штатна кількість 120-мм мінометів в стрілецьких дивізіях РСЧА було збільшено з 18 шт. до 21 шт.
До кінця Другої світової війни активно використовувався поряд з 120-мм мінометами зразка 1938 і 1941 років.

## Опис
Являє собою гладкоствольну жорстку систему, заряджання відбувається з дульного зрізу.
Конструкція ствола була спрощена, що дозволило проводити заміну зламаного бойка без розбирання міномета, що не тільки зручно, але й важливо в бойовій обстановці. Крім того, міномет забезпечувався парними амортизаторами з більш довгим ходом пружини і прицілом, що коливається. Введення прицілу, що хитається спрощувало механізм горизонтування. Це у свою чергу підвищило експлуатаційні та бойові характеристики міномета.
Імовірно, тільки в повоєнний час на дульній частині встановили запобіжник від подвійного заряджання.